# تيو غريس
تيو غريس (بالألمانية: Theo Gries)‏ هو لاعب كرة قدم ومدرب كرة قدم ألماني في مركز الوسط، ولد في 10 فبراير 1961 في Mittelbrunn ‏ في ألمانيا. لعب مع ألمانيا آخن وتنس بوروسيا برلين ونادي كايزرسلاوترن ونادي هرتا برلين وهانوفر 96.

## وصلات خارجية
- ثيو غريس على موقع قاعدة بيانات كرة القدم.إي يو (الإنجليزية)
- ثيو غريس على موقع بيانات كرة القدم. دي إي (الألمانية)
- ثيو غريس على موقع عالم كرة القدم.نت (الإنجليزية)